# Tawuran
Tawuran (También llamada "Tubir") es una forma de lucha callejera entre pandillas escolares en zonas urbanas de Indonesia, principalmente en la Ciudad Capital de Indonesia, Yakarta. Es practicada mayoritariamente por jóvenes estudiantes en sus primeros años de Secundaria o en el año final de esta etapa escolar.
El Sociólogo indonesio Wirumboto sugirió que esta práctica sirve como un mecanismo de "Liberación de Estrés" entre los estudiantes, siendo que comúnmente ocurre después de los exámenes, vacaciones o graduaciones. W. D. Mansur ha sugerido que no es el resultado de factores personales como la religión o la personalidad, sino de dinámicas sociales de grupo como la solidaridad.
El Tawuran puede resultar en daños serios o incluso en la muerte. En 1999 se reportó que hubo 67 muertes. La tasa de muertos por esta práctica ha estado en crecimiento desde entonces. Desde los años 2000s hasta finales de 2005, se reportaron 297 muertes y en el año 2011, 82 muertes. Una nota del año 2013 de Al Jazeera informó sobre el uso creciente de ataques de ácido en el tawuran, resultando en daños severos e inclusive en desfiguramiento.  Según otro reporte, entre 2012 y 2017, 130 estudiantes fueron asesinados.